# 魏强
魏强（1963年6月—），北京人，大学毕业，中华人民共和国政治人物、外交官，曾任中华人民共和国驻巴拿马共和国特命全权大使。

## 生平
1985年，进入中华人民共和国外交部工作，先后在外交部拉丁美洲和加勒比司、驻智利大使馆、驻哥伦比亚大使馆任职。2002年，任外交部拉丁美洲和加勒比司参赞。2006年，任外交部拉丁美洲和加勒比司副司长。2007年，任常驻美洲国家组织副观察员。2009年5月，出任中华人民共和国驻巴巴多斯大使。2011年，任外交部拉丁美洲和加勒比司副司级干部。2014年，任中共中央对外联络部五局局长。2017年10月，出任中国和巴拿马建交后首任驻巴拿马大使。2024年3月，自驻巴拿马大使离任。

## 家庭
已婚，有一女。

## 荣誉

### 外国勋章奖章
- 曼努埃尔·阿玛多·格雷罗大十字勋章（巴拿马，2024年2月28日于巴拿马城颁发[5]）